# Anisia signata
Anisia signata är en tvåvingeart som beskrevs av Wulp 1890. Anisia signata ingår i släktet Anisia och familjen parasitflugor. Inga underarter finns listade i Catalogue of Life.